# Tyran różany
Tyran różany (Tyrannus forficatus) – gatunek średniej wielkości ptaka z rodziny tyrankowatych (Tyrannidae). Wędrowny, tereny lęgowe znajdują się głównie w Stanach Zjednoczonych, zimowiska zaś w Ameryce Środkowej. Niezagrożony wyginięciem. Nie wyróżnia się podgatunków.

## Morfologia
Długość ciała wynosi około 29 cm, z czego około 13,8 mm przypada na dziób, zaś na ogon średnio 216,8 mm u samców i 146,7 mm u samic; ogon wcięty, środkowe sterówki mierzą ok. 50 mm. Skrzydło mierzy średnio 124,4 mm u samców i 114,3 mm u samic. Masa ciała waha się między 39 a 40 g.
Wierzch głowy i szyi jasnoszary, wierzch ciała szary, kuper niemal czarny. Spód ciała czysto biały, boki ciała czerwonawe. Pokrywy podogonowe różane. Skrzydła brązowoczarne, pokrywy skrzydłowe oraz lotki II rzędu na chorągiewkach zewnętrznych i na zakończeniach brudnobiało obrzeżone. Trzy zewnętrzne bardzo długie, czarne, na wewnętrznej chorągiewce na końcu biała plama. Dziób i stopy czarne, sterówki brązowe. Samica nie różni się ubarwieniem od samca.

## Zasięg występowania
Gatunek wędrowny. Tereny lęgowe, mające łącznie obszar około 305 000 km², znajdują się na obszarze od południowego stanu Nebraska, poprzez południowo-wschodni Nowy Meksyk i Missouri po północno-wschodni Meksyk. Tereny przeznaczone do zimowania leżą w Ameryce Środkowej, od południowego Meksyku po centralną Panamę. Zasiedla różnego rodzaju lasy, tereny rolnicze, zakrzewienia oraz tereny miejsce.

## Zachowanie
Samiec agresywnie broni terytorium, odzywając się głosem podobnym do odgłosów nieświszczuków (piesków preriowych; Cynomys), brzmiącym jak 'tsh, 'tsh, 'tsh. Tyran różany żywi się głównie konikami polnymi oraz świerszczami.

## Lęgi
Samice mogą kierować się długością ogona w wyborze samców. Okres lęgowy trwa od marca do sierpnia.

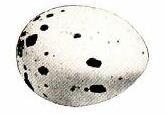
Jajo tyrana różanego

Gniazdo mieści się na drzewie, nie jest wybierane według gatunku. Budulec stanowią korzonki, mchy i trawy, wplata w nie także śmieci (np. papier). Przeważnie znajduje się na wysokości około 4,5 metra nad ziemią (15 stóp). W lęgu 5–6 jaj o wymiarach około 22,86 x 17 mm. Są białe, pokryte czarnymi plamami, najintensywniej przy szerszym końcu.
Okres inkubacji wynosi 13–16 dni, wysiaduje jedynie samica. Młode karmione są przez oba ptaki z pary, po 14–17 dniach są w pełni opierzone.

## Status
IUCN uznaje tyrana różanego za gatunek najmniejszej troski (LC, Least Concern) nieprzerwanie od 1988 roku. Organizacja Partners in Flight w 2017 roku szacowała liczebność populacji na około 9,5 miliona dorosłych osobników. Trend liczebności populacji uznawany jest za spadkowy.